# قرار مجلس الأمن التابع للأمم المتحدة رقم 1613
قرار مجلس الأمن التابع للأمم المتحدة رقم 1613، المتخذ بالإجماع في 26 يوليو 2005، بعد التذكير بالقرارات 827 (1993)، 1166 (1998)، 1329 (2000)، 1411 (2002)، 1431 (2002)، 1481 (2003)، 1503 (2003)، 1534 (2004) و1597 (2005)، أرسل المجلس قائمة المرشحين لقضاة مؤقتين في المحكمة الجنائية الدولية ليوغوسلافيا السابقة إلى الجمعية العامة للنظر فيها.

كانت قائمة المرشحين الـ 34 التي تلقاها الأمين العام كوفي عنان، والتي كانت أقل من الحد الأدنى المطلوب بموجب النظام الأساسي للمحكمة الجنائية الدولية ليوغوسلافيا السابقة، على النحو التالي:
- تنفير بشير أنصاري (باكستان)
- ملفيل بيرد (ترينيداد وتوباغو)
- فرانس بودوين (هولندا)
- جيانكارلو روبرتو بيليلي (إيطاليا)
- اسحق بيلو (نيجيريا)
- بيدرو ديفيد (الأرجنتين)
- أحمد فرواتي (سوريا)
- إليزابيث غوانزا (زمبابوي)
- بورتون هول (جزر الباهاما)
- فريدريك هارهوف (الدنمارك)
- فرانك هوبفيل (النمسا)
- تسفيتانا كامينوفا (بلغاريا)
- محمد مزمل خان (باكستان)
- أولديس كينيس (لاتفيا)
- رايمو لاهتي (فنلندا)
- فلافيا لاتانزي (إيطاليا)
- أنطوان ميندوا (جمهورية الكونغو الديمقراطية)
- جودت نبوتي (سوريا)
- جانيت نوسورثي (جامايكا)
- شيوما إيغوندو نووسو - إيهيمي (نيجيريا)
- بريسكا ماتيمبا نيامبي (زامبيا)
- ميشيل بيكار (فرنسا)
- برينمور بولارد (غيانا)
- أرباد براندلر (المجر)
- كيمبرلي بروست (كندا)
- الشيخ عبد الرشيد (باكستان)
- فونيمبولانا راسوازاناني (مدغشقر)
- أولي بيورن ستولي (النرويج)
- كريستر ثيلين (السويد)
- كلاوس تولكسدورف (ألمانيا)
- ستيفان ترشسل (سويسرا)
- أبو بكر بشير والي (نيجيريا)
- تان سري داتو لمين حاجي محمد يونس (ماليزيا)

## روابط خارجية
- نص القرار في undocs.org